# Kolláth Ferenc
Kolláth Ferenc (Szolnok, 1914, október 6. – 1986. december 16. előtt) válogatott labdarúgó, középcsatár, edző. Szántó Józseffel együtt az első szolnoki labdarúgó volt, aki a válogatottban szerepelt. A sportsajtóban Kolláth II néven volt ismert.

## Pályafutása

### Klubcsapatban
Atlétaként kezdett sportolni. 1929-ben lett a Szolnoki MÁV utánpótlás labdarúgója. A következő évben már a felnőtt csapatban is szerepelt. Tagja volt az 1941-ben magyar kupa-győztes csapatnak és az 1941–42-es idényben bajnoki bronzérmet szerző együttesnek. Gyors, gólerős középcsatár volt, főleg lövései voltak veszélyesek. 1950-ben leigazolta a Pécsi Dinamó.

### A válogatottban
1939 és 1942 között öt alkalommal szerepelt a magyar labdarúgó-válogatottban és három gólt szerzett.

### Edzőként
1948 nyarától a Pécsi Vasutas edzője lett. 1951-ben a Pécsújhegyi Bányász (Dinamo) trénereként dolgozott. 1953-ban ismét a pécsi vasutascsapatot irányította. 1954-ben a Pécsi Vasas edzője lett.
1955-ben a Szolnoki Légierő edzéseit vezette. Ezt a posztját 1955 júliusáig töltötte be. Ezt követően 1957-ig a Szolnoki MÁV edzője volt. 1958 februárjában átvette a Jászberényi Lehel irányítását. 1962-től ismét a Szolnoki MÁV edzője lett. 1969-ben a Szolnoki Cukorgyár, majd 1970-től a kenderesi Középtiszai MEDOSZ csapatát irányította. 1972-ben rövid ideig ismét a Szolnoki MÁV játékosait tréningezte. 1973-ban a Kunszentmártoni TE, majd a martfűi Tisza Cipő SE edzője lett.
Tizenöt éven át volt a Szolnok megyei edzőtestület elnöke, majd később megyei szakfelügyelő.

## Sikerei, díjai
- Magyar bajnokság
  - 3.: 1941–42
- Magyar kupa
  - győztes: 1941

## Statisztika

### Mérkőzései a válogatottban
| Magyarország | Magyarország      | Magyarország                    | Magyarország  | Magyarország | Magyarország | Magyarország | Magyarország | Magyarország |
| #            | Dátum             | Helyszín                        | Hazai         | Eredmény     | Vendég       | Kiírás       | Gólok        | Esemény      |
| ------------ | ----------------- | ------------------------------- | ------------- | ------------ | ------------ | ------------ | ------------ | ------------ |
| 1.           | 1939. március 16. | Párizs, Parc des Princes        | Franciaország | 2 – 2        | Magyarország | barátságos   | -            |              |
| 2.           | 1939. március 19. | Cork                            | Írország      | 2 – 2        | Magyarország | barátságos   | 1            | 50'          |
| 3.           | 1939. május 18.   | Budapest, Hungária körúti pálya | Magyarország  | 2 – 2        | Írország     | barátságos   | 2            | 39' 84'      |
| 4.           | 1939. október 22. | Bukarest, ANEF-stadion          | Románia       | 1 – 1        | Magyarország | barátságos   | -            |              |
| 5.           | 1942. november 1. | Budapest, Üllői úti pálya       | Magyarország  | 3 – 0        | Svájc        | barátságos   | -            |              |
|              | Összesen          |                                 |               | 5            | mérkőzés     |              | 3            | gól          |

## Emlékezete
- Kolláth Ferenc-vándorkupa, serdülő labdarúgótorna (1987)[22]